# Boljevac
Boljevac (srbskou cyrilicí Бољевац) je město a správní středisko stejnojmenné opštiny v Srbsku v Zaječarském okruhu. Leží u břehu řeky Arnauty (přítok Timoku), v blízkosti hory Rtanj, asi 36 km jihozápadně od Zaječaru. V roce 2011 žilo v Boljevaci 3 332 obyvatel, v celé opštině pak 12 307 obyvatel.
Většina obyvatel se zabývá zpracovatelským průmyslem, těžbou, velkoobchodem, maloobchodem, opravami a vyučováním.